# Colorado State Highway 26
Der Colorado State Highway 26 (kurz CO 26) ist ein in West-Ost-Richtung verlaufender State Highway im US-Bundesstaat Colorado.
Der State Highway beginnt an der Colorado State Highway 95 nahe der Grenze zum Jefferson County in Denver und endet an der Interstate 25. Sie verläuft über die Alameda Avenue und trifft am Federal Boulevard auf den Colorado State Highway 88. Kurz vor der I-25 überquert die Straße den South Platte River.